# Orosztelek
Orosztelek (ukránul: Руське) falu Kárpátalján, a Munkácsi járásban.

## Fekvése
Munkácstól északnyugatra, Beregrákos északkeleti szomszédjában fekvő település.

## Története
A trianoni békeszerződés előtt Bereg vármegye Latorczai járásához tartozott.
1910-ben 776 lakosából 12 magyar, 41 német, 720 ruszin volt. Ebből 736 görögkatolikus, 40 izraelita volt.